# Ivona Dončević
Ivona Dončević (rođ. Maixner) (Zagreb, 20. prosinca 1917. – Koblenz, 5. kolovoza 2014.), bila je hrvatska publicistica, po struci novinarka.

## Životopis
Ivona Dončević rođena je u Zagrebu 1917. godine. Novinarstvo je učila na Visokoj školi za socijalne znanosti i novinstvo u Parizu gdje je diplomirala 1939. godine. Surađivala je u Omladini, Hrvatskoj smotri, Hrvatskom narodu, Novoj Hrvatskoj i Hrvatskom ženskom listu. Godine 1945. otišla je u Italiju, a preko nje u emigraciju u Argentinu, gdje upoznaje poznatog hrvatskog kulturnog djelatnika Zorislava Dončevića, za kojeg se udaje 1952. godine.
Oboje su se s njihovim sinom Darijom odselili 1966. godine u SR Njemačku, gdje je Zorislav nastavio raditi u struci, a ona se pokraj rada kao socijalna radnica za hrvatske gastarbajtere, angažirala i u hrvatskom emigrantskom tisku, Novoj Hrvatskoj, Hrvatskoj misli, Hrvatskom tjedniku i Hrvatskoj reviji.
Uređivala je časopis Kroatische Berichte, kojega je i suosnivateljica, a koji je izlazio u Mainzu na njemačkom jeziku (1976. – 1990.), poznatog po visokom spisateljskom stilu, na razini diplomatskog, što je tom listu donijelo veliki ugled. Suosnivateljica je Zajednice za proučavanje hrvatskog pitanja (1976.).
Njezinim angažiranjem utemeljen je Informacijski ured Hrvatskog narodnog vijeća u Bonnu. Ivona Dončević bila je voditeljica tog ureda u razdoblju od 1985. do 1992. godine. U tom je razdoblju, pred hrvatsko osamostaljenje i prvih godina neovisnosti Republike Hrvatske, zajedno sa suprugom Zorislavom, angažirala se na uspostavi političkih veza s europskim (EEZ) i njemačkim parlamentarcima, lobiravši za hrvatsku samostalnost.
Umrla je u Koblenzu, 2014. godine. Pokopana je na zagrebačkome groblju Mirogoju, u obiteljskoj grobnici.

## Vanjske poveznice
- Studia croatica Ivona Dončević slavi 90. rođendan
- Hrv. informacijski centar  Arhivirana inačica izvorne stranice od 2. studenoga 2021. (Wayback Machine) Hrvati izvan domovine
- Časopis za suvr. povijest, br. 2/2004.  Arhivirana inačica izvorne stranice od 16. veljače 2007. (Wayback Machine) Bleiburške žrtve na stranicama 'Hrvatske revije'
- Vjesnik[neaktivna poveznica] HNV »odbacuje svako nagodbenjaštvo u sklopu jugoslavenske države« (podlistak Hrv. politička emigracija i hrv. država)